# Nyim
Nyim é um município da Hungria, situado no condado de Somogy. Tem 9,76 km² de área e sua população em 2019 foi estimada em 289 habitantes.